# SK Metalurgi Rustavi
El SK Metalurgi Rustavi és un club de futbol georgià de la ciutat de Rustavi.

## Història
Evolució del nom:
- 1991: Merani-91 Tbilisi
- 2003: Fusionat amb FC Olimpi Tbilisi, esdevenint Merani-Olimpi Tbilisi
- 2003: Reanomenat FC Tbilisi
- 2006: Fusionat amb FC Rustavi, esdevenint Olimpi Rustavi
- 2011: Reanomenat FC Metalurgi Rustavi

## Palmarès
- Lliga georgiana de futbol (2):
  - 2007, 2010
- Supercopa de Geòrgia (1):
  - 2010